# Auguste Jean Ameil

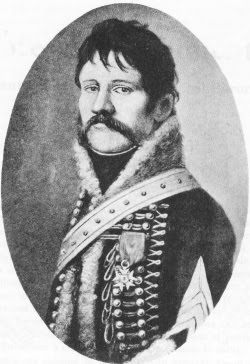
Auguste Jean Ameil.

Auguste-Jean-Joseph-Gilbert Ameil, más conocido como Auguste Jean Ameil (París, 6 de enero de 1775 - 16 de septiembre de 1822) fue un militar francés que combatió durante los períodos de la Revolución francesa y el Primer Imperio Francés, alcanzó el grado de general de brigada en 1812.
Hijo de un abogado del parlamento, entró en el ejército como simple soldado de infantería el 14 de julio de 1789. Recorrió sucesivamente todos los grados del ejército, llegando a jefe de escuadrón en 1805 en el ejército de Hannover bajo las órdenes de Bernadotte. Posteriormente participó en las campañas de Alemania, Polonia y Rusia. El 12 de junio de 1809 fue nombrado coronel del 24.º Regimiento de Cazadores y el 21 de noviembre de 1812 llegó a general de brigada.
Después de la abdicación de Napoleón en 1814, aceptó los favores de los Borbones. Fue nombrado caballero de Saint-Louis y acompañó al conde de Artois (Carlos X) en Lyon para frenar el avance de Napoleón sobre París, pero la deserción general de las tropas obligó al conde a regresar a la capital. Sin embargo, Ameil se quedó a las órdenes de Napoleón. Enviado por éste a Auxerre, fue detenido por orden del rey y enviado prisionero a París el mismo día en que Napoleón entraba en las Tullerías.
Al recobrar la libertad pasó a formar parte del ejército que se estaba formando. El día de la batalla de Waterloo con el que terminan los Cien Días, el general Ameil escribió a Luis XVIII una carta para justificar su conducta pero su petición no fue atendida y se le formó un consejo de guerra. Para evitarlo, dejó inmediatamente Francia y pasó a Inglaterra. Posteriormente se traslada a Hannover con la intención de pasar a Suecia para ponerse bajo la protección de Bernadotte. Fue detenido en Lunebourgo y encarcelado en Hildesheim. Acusado como reo de alta traición un consejo de guerra le condenó a muerte el 15 de noviembre de 1816. El 25 de junio de 1821 un Real Decreto le concedió la amnistía y recuperó sus derechos, títulos, grados y honores.
El 24 de octubre de 1821 le fue admitida su jubilación y un año después, el 16 de septiembre de 1822, fallecía en París. Ese mismo día, Luís XVIII lo nombró comendador de la Legión de Honor. También había sido nombrado anteriormente caballero de las órdenes reales y militares de Saint-Hubert de Baviera y de la Espada de Suecia.
- Datos: Q734572